# Центральний Хада-Булак
Центральний Ха́да-Була́к (рос. Центральный Хада-Булак) — селище у складі Олов'яннинського району Забайкальського краю, Росія. Входить до складу Хада-Булацького сільського поселення.

## Історія
Село утворено 2014 року шляхом виділення із села Хада-Булак.